# Carquebut
Carquebut – miejscowość i dawna gmina we Francji, w regionie Normandia, w departamencie Manche. W 2013 roku populacja gminy wynosiła 334 mieszkańców. 
Dnia 1 stycznia 2019 roku włączono ówczesne gminy Carquebut oraz Ravenoville do Sainte-Mère-Église. Siedzibą gminy została miejscowość Sainte-Mère-Église. 